# Pak Sung-chul
Pour les articles homonymes, voir Pak Song-chol.
Dans ce nom coréen, le nom de famille, Pak, précède le nom personnel.
Pak Sung-chul ou Pak Song-chol (né le 2 septembre 1913 et mort le 28 octobre 2008) est un homme d'État nord-coréen, Premier ministre de la Corée du Nord du 19 avril 1976 au 16 décembre 1977. Il a également été ministre des affaires étrangères de 1959 à 1970. Il était l'un des plus anciens chefs de gouvernements du monde.
En 1972, en tant que vice-premier ministre, il se rendit secrètement à Séoul dans la perspective de la déclaration conjointe sur la réunification.
Sa dernière apparition publique a eu lieu en septembre 2003, lors des cérémonies commémoratives pour le 55e anniversaire de la Corée du Nord.